# Catch as Catch Can
Catch As Catch Can är Kim Wildes tredje studioalbum, utgivet den 24 oktober 1983. Albumet är Wildes sista hos RAK Records.

## Låtar
1. "House of Salome" (Wilde) — 3:36
2. "Back Street Joe" (Wilde) — 4:31
3. "Stay a While" (Wilde, Wilde) — 3:42
4. "Love Blonde" (Wilde, Wilde) — 4:08
5. "Dream Sequence" (Wilde) — 6:06
6. "Dancing in the Dark" (Dietz, Schwartz) — 3:44
7. "Shoot to Disable" (Wilde) — 3:37
8. "Can You Hear It" (Wilde, Wilde) — 4:29
9. "Sparks" (Wilde) — 4:08
10. "Sing It Out for Love" (Wilde) — 3:34

### Bonuslåtar (CD 2009)
1. "Love Blonde" (7" version) (Wilde, Wilde)
2. "Back Street Driver" ("Dancing in the Dark" B-sida) (Wilde, Wilde)
3. "Love Blonde" (12" version) (Wilde, Wilde)
4. "Dancing in the Dark" (Nile Rodgers Re-Mix) (Dietz, Schwartz)
5. "Dancing in the Dark" (Instrumental) (Dietz, Schwartz)

## Singlar
1. "Love Blonde" (18 juli 1983)
2. "Dancing in the Dark" (24 oktober 1983)
3. "House of Salome" (30 januari 1984)